# 구봉이
구봉이는 안산시 단원구의 대부도의 산이다. 대부도 북부에 위치하며 해발 97m이다.